# Osama Oraby
Osama Oraby (arabe : أسامة عرابى), né le 25 janvier 1962 au Caire en Égypte, est un footballeur professionnel égyptien aujourd'hui devenu entraîneur.
Il a évolué toute sa carrière à Al Ahly SC au poste de milieu de terrain.

## Biographie

### Début de carrière
Âgé de 13 ans, Oraby tente de rentrer dans l'équipe des jeunes d'Al Ahly SC, sans succès. Il retente sa chance en 1978. Il commence finalement par s'entraîner quelques semaines à partir de 1981 avec l'équipe première d'Al Moqaouloun al-Arab mais ne convainc pas les dirigeants qui ne le font pas signer.
Encouragé par un ami du nom d'Abdul Moneim Muhammad Ali, Oraby est présenté à Ahmed Maher, l'entraîneur des moins de 21 ans d'Al Ahly. Maher décide de faire signer Oraby dans l'équipe en 1982.

### Al Ahly
Le premier match d'Oraby avec Al Ahly, alors entraîné à l'époque par Mahmoud El-Gohary et dirigé par Abdelaziz Abdel Shafi, est pendant la saison 1982-83 lors d'un match contre Al Olympi. Il rentre au cours de ce match à la place de Mokhtar Mokhtar dans les 20 dernières minutes et Al Ahly gagne 6 buts à 0 avec un triplé de Zakaria Nasef, un doublé de Fawzi Scotty et un but de Mokhtar Mokhtar.
La carrière d'Oraby dure 16 ans de 1983 à 1999 et il ne quitte jamais Al Ahly SC. Il gagne 28 titres avec le club dont 10 championnats et établit un record. Il prend sa retraite à 37 ans.

## Carrière internationale
Avec l'Égypte, il participe à la coupe du monde 1990 en Italie et joue un des trois matchs de son pays. Il joue lors du match nul 0 à 0 contre l'Irlande à Palerme, match arbitré par le belge Van Enginhovin.

## Palmarès

### En club

#### Al Ahly SC
28 titres
- Championnat d'Égypte de football (10) : 
  - Vainqueur : 1984-85, 1985-86, 1986-87, 1988-89, 1993-94, 1994-95, 1995-96, 1996-97, 1997-98 et 1998-99

- Coupe d'Égypte de football (8) :
  - Vainqueur : 1983, 1984, 1985, 1989, 1991, 1992, 1993 et 1996

- Ligue des champions de la CAF (1) : 
  - Vainqueur : 1987

- Coupe d'Afrique des vainqueurs de coupe de football (4) : 
  - Vainqueur : 1984, 1985, 1986 et 1993

- Coupe arabe des vainqueurs de coupe de football (1) : 
  - Vainqueur : 1994-95

- Ligue des champions arabes (1) : 
  - Vainqueur : 1996

- Supercoupe arabe de football (2) : 
  - Vainqueur : 1997-98, 1998-99

- Coupe afro-asiatique des clubs de football (1) : 
  - Vainqueur : 1989